# 江川镇
江川镇，是中华人民共和国广东省肇庆市封开县下辖的一个乡镇级行政单位。

## 行政区划
江川镇下辖以下地区：
豆腐坑社区、界首村、料塘村、新兴村、江山村、裕丰村、新泰村和五合村。